# U-14号潜艇 (1935年)
U-14号（德語：U 14）是纳粹德国战争海军建造的二十艘II-B型近岸潜艇（或称U艇）之一。它由基尔的德意志船厂承建，于1935年12月28日下水，至1936年1月18日交付使用。第二次世界大战期间，该艇曾执行过六次巡逻作战，共计击沉9艘同盟国或中立国商船，累积总吨位为12,344吨。1945年3月3日，U-14号在威廉港退役，至同年5月5日自沉，残骸其后被打捞上岸拆解报废。

## 设计
II级潜艇是从一战中德意志帝国海军的UB级和UF级近岸潜艇发展而来。其外观尺寸小，造价便宜且易于生产，在很短时间内便能造好。这款艇具在设计上吸收了为芬兰海军定制的欧洲水鼬号的优点，是非常出色的训练艇。但由于它们体积较小，在海面上容易剧烈颠簸，因此也被德国人戏称为“独木舟”（Einbaum）。尽管如此，一些II级艇在训练任务与战斗行动中表现相当出色，许多II级艇的衍生型号也相继被建造出来。
U-14号是一款用于近岸水域作战的II-B型单壳体潜艇。它可视作II-A型的加长版，附加的柴油舱增加了贮油量，航程也因此得到增加。其全长42.7米，舷宽4.08米，高8.6米，并有3.9米的吃水深度。水上和水下排水量则分别为279吨和328吨，惟官方提供的标准吨位为250吨。艇只采用两台曼海姆发动机厂（MWM）生产的六缸四冲程350匹公制馬力（260千瓦特）柴油机用于水面运行，以及两台各配备36个AFA蓄电池组的180匹公制馬力（130千瓦特）西门子-舒克特（SSW）电动发电机用于水下航行；水面最高航速12節（22每小時），水下7節（13每小時）；能够在水面以8節（15每小時）航速续航3,800海里（7,000），或以4節（7.4每小時）连续在水下航行43海里（80）而无需充电。它有两个轴和两副直径为0.85米的螺旋桨，具备在80－150米的深度运行的能力，紧急下潜需时30秒。
武器装备方面，U-14号在艇艏内置有三具管径为533毫米的鱼雷发射管，呈倒三角形布置，其中左舷一具、右舷一具、底部的中线上还有一具；它们合共配备5枚G7型鱼雷，或可携带最多12枚TMA水雷。此外，该艇还搭载有一门20毫米30式高射炮作为甲板炮。其标准船员编制为3名军官及22名水兵。

## 历史
1935年2月2日，海军造舰局正式将四艘II-B型潜艇（U-13至U-16号）的建造合同发包予基尔的德意志船厂。但由于违反了禁止德国拥有潜艇的《凡尔赛条约》条款，U-14号直至1935年7月6日、即解除德国海军军备限制的《英德海军协定》生效后才开始铺设龙骨，同年12月28日下水，至1936年1月18日在首度担任艇长的海军中尉维克托·厄恩的指挥下交付使用。完成海试后，该艇以作战艇的身份同时在驻基尔的“韦迪根”和“洛斯”潜艇区舰队服役，并曾于1937年7月至9月期间被部署至地中海，间接参与了西班牙内战。

### 作战巡逻
第二次世界大战爆发前不久，U-14号作为洛斯区舰队的前线艇自1937年10月起被派往梅默尔，在那里监视波兰海军的行动。1939年8月30日，即波兰战役前夜，该艇在海军上尉霍斯特·韦尔纳的率领下从梅默尔启航，与波罗的海的另外五艘U艇共同执行首次作战巡逻。其任务是在但泽与博恩霍尔姆岛之间寻求与敌方部队交战。9月3日夜间20:22，正在但泽湾入口处巡逻的U-14号发现了波兰潜艇鹫号，遂向其发射了一枚带有磁性引信的G7a型鱼雷，却在距对方约200米处过早被引爆。德国人没有意识到他们的磁性引信的可靠性不佳，在听到爆炸声后便假设波兰潜艇已遭摧毁。U-14号浮出水面，从甲板上观察到目标地点有一些浮油和（实际上可能是鱼雷的）残骸，这让韦尔纳上尉更加确信敌人已经沉没，并将相关消息报告至东部U艇首长。因此在德国的文件中，U-14号对波兰潜艇的攻击被正式记录为战争期间德国U艇的首次攻击，同时也是新一代U艇的首次击沉。至9月8日，U-14号结束第一次巡逻返回基尔。
经过短暂休整后，U-14号于1939年9月13日上午9:00离开基尔执行第二次巡逻，计划在马里湾对抗英国舰队。9月24日，韦尔纳曾向一艘英国潜艇发动攻击，但与此前袭击鹫号的情况类似，其从水下射出的鱼雷无效命中，同样可能是由于磁性引信过早引爆所导致。五天后，U-14号结束巡逻回到基尔。在这次为期十九天的北海探险中，该艇对奥克尼群岛进行了详细的侦察。它在返回时向京特·普里恩分享了宝贵的情报，使后者得以于10月13－14日夜间率U-47号突袭斯卡帕湾，并在那里一举击沉了英国战列舰皇家橡树号。
从1939年11月1日到1940年6月30日，U-14号被编入U艇培训区舰队（U-Ausbildungsflottille）担任训练艇，但像大多数训练艇一样，于1940年1月至4月筹备和执行入侵丹麦及挪威的行动期间，获再次担任前线艇。为此，它直至1940年1月17日才迎来第三次作战巡逻，在海军中尉赫伯特·沃尔法特的指挥下奉命从基尔启程前往北海南部——安特卫普至泰晤士河口之间的海域游弋。但由于冰雪阻塞，该艇无法通过威廉皇帝运河，只能先行在黑尔戈兰岛等待了两天，才能继续巡逻。1月25日凌晨2:30，U-14号终于完成首次有效攻击，它发射的新式G7e型鱼雷在艾默伊登西北约36海里（67）处击中了无护航且中立的挪威籍货轮比亚里茨号（Biarritz，1,752总吨）。货轮迅速沉没，仅来得及放下一艘载有19人的救生艇。事件共导致26名船员和11名乘客罹难，其中包括几名妇孺。与此同时，U-14号在袭击过程中潜望镜受损，不得不中止巡逻，于一天后返抵威廉港。
1940年2月11日凌晨，U-14号再度启程巡逻，前往北海的苏格兰东岸附近海域。翌日，沃尔法特中尉让一名生病的船员在黑尔戈兰岛离艇。从2月15－16日，该艇接连击沉了丹麦轮船斯雷普尼尔号（Sleipner，1,066总吨）和罗讷号（Rhone，1,064总吨），以及瑞典轮船奥斯默德号（1,526总吨）和利亚纳号（Liana，1,646总吨）。全部四艘船均是在金奈尔德角以北遭鱼雷击沉。随后，U-14号连同U-22、U-23、U-57、U-61和U-63号参加了诺德马克行动。2月18日至20日，德国战列舰沙恩霍斯特号和格奈森瑙号、重巡洋舰希佩尔将军号号以及三艘驱逐舰对英国在挪威和英国之间的护航船队发动了一次不成功的突袭；在此期间，相关U艇被部署在设得兰群岛和奥克尼群岛的英国基地外进行侦察。2月19日，英国潜艇太阳鱼号曾在黑尔戈兰岛西北约30海里（56）处向U-14号发射了4枚鱼雷，但全部未能击中目标。U-14号于2月20日返回威廉港，结束了历时十天、水面行程1,081海里（2,002）、水下行程132海里（244）的巡逻。
第五次巡逻于1940年3月3日至11日进行。在这次北海南部为期九天、水面行程约1,000海里（1,900）、水下行程119海里（220）的行动中，U-14号共击沉4艘船舶，取得累计5,290吨的战功。其中无护航且中立的荷兰货轮费赫特号（Vecht，1,965总吨）于3月7日凌晨4:30被沃尔法特发射的一枚G7a型鱼雷击中船艉，20分钟后沉没，船上22名船员全数丧生。德国人在三小时前便发现了该船，但报称对方没有携带中立标志。两天后，U-14号又在泽布吕赫以北接连以鱼雷击沉了3艘英国商船，分别为博斯维克号（Borthwick，1,097总吨）、阿博茨福德号（Abbotsford，1,585总吨），以及欲为前者提供救援的埃凯尔德号（Akeld，643总吨）。
1940年4月4日下午15:00，沃尔法特带着火漆密令，率U-14号从威廉港启航执行第六次巡逻，参与德国入侵丹麦和挪威的威悉演习行动。两天后开启的密令指示该艇前往挪威海岸，从4月9日开始在挪威登陆期间支援德国陆军和海军，并阻止英国任何破坏入侵的企图。它与U-9、U-56、U-60和U-62号共同组成第三潜艇集群，作战区域位于卑尔根附近海域。4月14－15日夜间，U-14号和第三集群余部从供应母舰卡尔·彼得斯号获得海上补给，然后开始在特隆赫姆附近巡逻，以抵抗英国在该地区登陆。然而几天后，它们被U-17、U-23和U-24号接替，并向南向卑尔根进发。 至4月25日，英国人尚未登陆，U-14号及其它潜艇遂被部署至设得兰群岛以东。在经历了三十五天但一无所获的巡逻后，该艇于5月5日下午16:45返回基尔。

### 结局
完成六次作战巡逻后，恢复训练艇职责的U-14号于1940年7月1日被转配至驻梅默尔的第24潜艇区舰队。自1941年1月1日起，它又以教学艇身份编入驻戈滕哈芬的第22潜艇区舰队。当该驻地因苏联红军的压境而必须撤离时，该艇被进一步向西转移到威廉港，并于1945年3月3日在那里退役。根据长期生效的“彩虹命令”，U-14号于同年5月5日在威廉港四号入口的西侧掩体、即所谓的“雷德尔船闸”（Raederschleuse）内自行凿沉——尽管该命令在一天前便由海军元帅卡尔·邓尼茨撤销。艇只残骸战后被打捞上岸并拆解报废。

## 袭击历史摘要
| 日期          | 船名         | 船籍 | 吨位  | 结局 |
| ------------- | ------------ | ---- | ----- | ---- |
| 1940年1月25日 | 比亚里茨号   | 挪威 | 1,752 | 击沉 |
| 1940年2月15日 | 斯雷普尼尔号 | 丹麦 | 1,066 | 击沉 |
| 1940年2月16日 | 利亚纳号     | 瑞典 | 1,646 | 击沉 |
| 1940年2月16日 | 奥斯默德号   | 瑞典 | 1,526 | 击沉 |
| 1940年2月16日 | 罗讷号       | 丹麦 | 1,064 | 击沉 |
| 1940年3月7日  | 费赫特号     | 荷蘭 | 1,965 | 击沉 |
| 1940年3月9日  | 博斯维克号   | 英国 | 1,097 | 击沉 |
| 1940年3月9日  | 阿博茨福德号 | 英国 | 1,585 | 击沉 |
| 1940年3月9日  | 埃凯尔德号   | 英国 | 643   | 击沉 |

## 脚注
1. ↑  威廉生，第6頁.
2. ↑  威廉生，第6–7頁.
3. 1 2  Gröner 1991，第39–40頁.
4. 1 2 3  Helgason, Guðmundur. . German U-boats of WWII - uboat.net.   [2023-10-09].
5. ↑  Bishop，第475頁.
6. 1 2  Wynn，第9頁.
7. 1 2 3  Stern，第55–57頁.
8. ↑  Peszke，第39–43頁.
9. ↑  Helgason, Guðmundur. . German U-boats of WWII - uboat.net.   [2023-10-10]. （原始内容存档于2008-10-10）.
10. ↑  Helgason, Guðmundur. . German U-boats of WWII - uboat.net.   [2023-10-10]. （原始内容存档于2008-08-28）.
11. 1 2 3  Wynn，第10頁.
12. ↑  Wynn，第9–10頁.
13. 1 2  Helgason, Guðmundur. . German U-boats of WWII - uboat.net.   [2023-10-10]. （原始内容存档于2008-09-07）.
14. ↑  Helgason, Guðmundur. . German U-boats of WWII - uboat.net.   [2023-10-10]. （原始内容存档于2022-09-30）.
15. 1 2  Helgason, Guðmundur. . German U-boats of WWII - uboat.net.   [2023-10-10]. （原始内容存档于2008-08-28）.
16. ↑  Helgason, Guðmundur. . German U-boats of WWII - uboat.net.   [2023-10-10]. （原始内容存档于2021-05-13）.
17. ↑  Helgason, Guðmundur. . German U-boats of WWII - uboat.net.   [2023-10-10]. （原始内容存档于2022-12-03）.
18. ↑  Helgason, Guðmundur. . German U-boats of WWII - uboat.net.   [2023-10-10]. （原始内容存档于2008-08-30）.
19. ↑  Wynn，第7頁.
20. ↑  Helgason, Guðmundur. . German U-boats of WWII - uboat.net.   [2023-10-10]. （原始内容存档于2008-09-06）.
21. ↑  Busch & Röll，第356–372頁.
22. ↑  Helgason, Guðmundur. . German U-boats of WWII – uboat.net.   [2014-12-29].